# Temelucha incisa
Temelucha incisa là một loài tò vò trong họ Ichneumonidae.